# Shab-e Yalda
Shab-e Yaldā (شب یلدا, "Födelsens natt"), eller Shab-e Chelle är en iransk högtid som firas av iranska folkgrupper som perser, kurder, tadzjiker med flera i Iran, Afghanistan, Tadzjikistan, Kurdistan, Azerbajdzjan och Armenien på årets längsta natt. Denna infaller runt den 21 december, vid vintersolståndet, då solen vänder och går mot högre höjder igen. Högtiden tros ursprungligen ha firats till solguden Mithras födelse och därför kallas den även Zāyeshmehr ("Mithras födelse") på persiska. Vissa ceremonier som liknar Yalda firas också i Pakistan och norra Indien ungefär samma tid på året.
På Yalda-högtiden firar man ljusets seger över mörkret, att dagarna börjar bli längre. Den här natten samlas familjemedlemmar (oftast i den äldsta medlemmens hus) och håller sig vaken hela natten. Torkade nötter, vattenmelon och granatäpple serveras, som bön till Gud för att öka hans rikedomar, liksom klassisk poesi av Hafez samt gamla mytologier ur Ferdousis Shahnameh  läses högt.  De som börjar vintern med att äta sommarfrukter tros inte bli sjuka under den kalla årstiden. Därför är att äta vattenmeloner en av de viktigaste traditionerna denna natt. Granatäpplen, placerade ovanpå en fruktkorg, påminner om livscykeln - generationernas återfödelse och återupplivning. Det mörkröda yttre skyddet av ett granatäpple symboliserar födelse eller gryning, och deras ljusröda frön lyser av livet.

## Historik
Yalda har en historia som går tillbaka till förzoroastrisk tid. Högtiden är tillägnad den persiske solguden Mithra (modern persiska: Mehr) vars födelse man firar. Yalda är i dag en viktig social händelse där familjer och vänner möts, ofta i den äldste familjemedlemmens hus, för nöje och glädje. Man äter god mat och olika typer av torkade frukter, nötter, frökärnor, vattenmelon och granatäpplen. Att blanda torkade och färska frukter påminner om forntida fester, där firandet och böner till gudar användes för att tillförsäkra sig om skydd för årets vintergröda. För zoroastrier runtom i världen är högtiden, kallad Zāyeshmehr, en viktig glädjehögtid.
Ordet yalda är ursprungligen arameiskt och lånades in i persiskan under sasanidisk tid.

## Yaldaceremonin
Vid den iranska kalenderreformen 1925 blev några högtider fasta kalenderdagar, däribland Yalda som nu firas natten till den första dagen i den tionde månaden, vilket innebär att högtiden oftast infaller någon dag före eller efter vintersolståndet.
Eldar brinner hela natten för att säkra besegrandet av Ahrimans krafter. Man festar och man ber och idkar välgörenhet, för att försäkra sig om solens skydd mot mörkrets makter. Man ber till Mithra och håller fester till hans ära.

## Historisk bakgrund

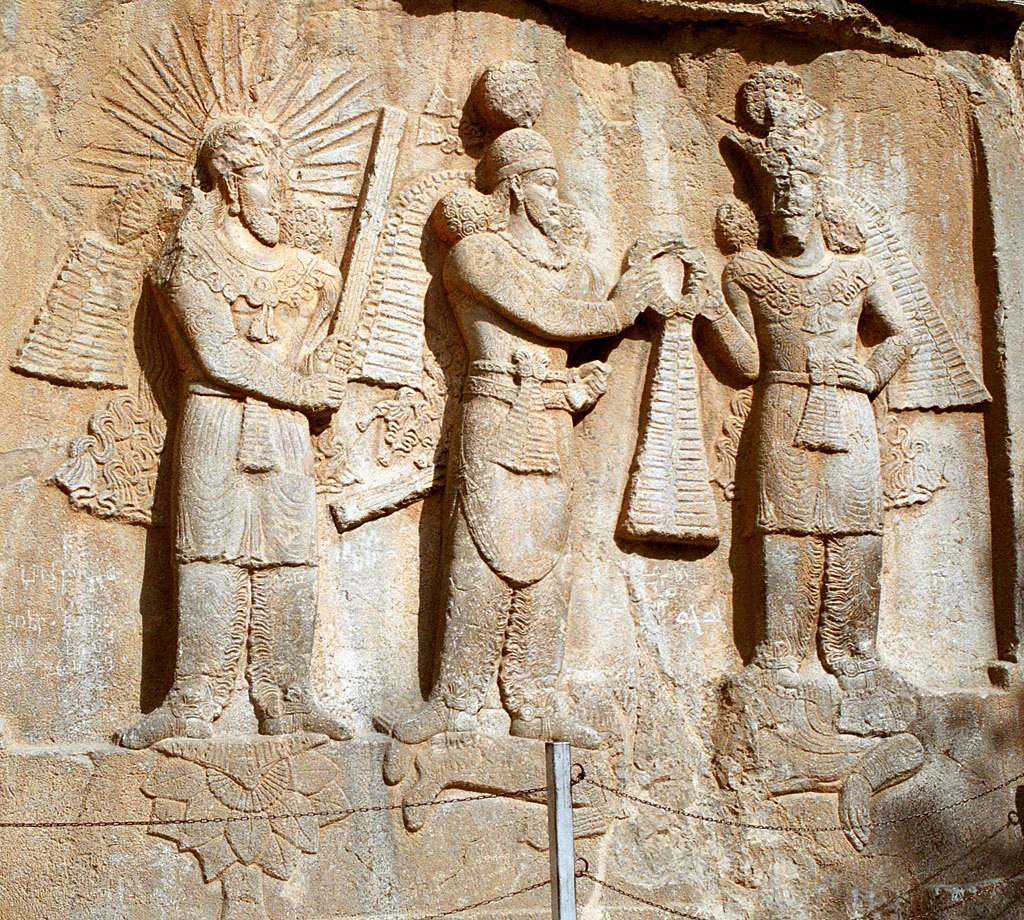
Den sassanidiske storkungen Ardashir I i Taq-e Bostan, Iran. Till vänster står Mithra.

Högtiden har en 4 000-årig bakgrund och har sina rötter i en avlägsen forntid. Den har varit en av de viktigaste högtiderna i Iran genom århundraden och firas ursprungligen till solguden Mithras ära. I zoroastrismens heliga skrift Avesta finns en hymn tillägnad Mithra. 
Zoroastrier ansåg att Ahura Mazda skulle uppfylla folkets önskan, speciellt de som inte hade barn ville bli välsignade, med den välgång som alla fick del av genom riter under högtiden som symboliserar Mithras födelse.

## Traditionell påverkan
Persiska traditioner förenades i forntidens Rom, till en festival för jordbruksguden Saturnus. Romarna utbytte gåvor, festade och dekorerade sina hem med grönska och bladverk. Till följd av de iranska traditionerna blev årets ordning säkrad. Missnöje och gräl blev glömt, krig avbröts eller blev uppskjutet. Företag, domstolar och skolor stängdes.